# Lucio Estacio Áquila
Lucio Estacio Áquila (en latín Lucius Statius Aquila) fue un senador romano del siglo II, que desarrolló su carrera política bajo los imperios de Domiciano, Nerva y Trajano.

## Carrera política
Su único cargo conocido fue el de consul suffectus entre octubre y diciembre de 116, bajo Trajano.